# Héctor Cuellar
Héctor Manuel Cuellar Rosales (Santa Cruz de la Sierra, Bolivia; 16 de agosto de 2000) es un futbolista boliviano. Juega de mediocampista central, defensor central, o lateral derecho, y su actual equipo es el Club Always Ready de la Primera División de país. 

## Trayectoria
Cuellar comenzó su carrera en el Universitario de Vinto en 2022, ganándose rápidamente un lugar en el equipo titular.
En junio de 2023, Cuellar firmó en el Club Always Ready.

## Selección nacional
Debutó por la selección de Bolivia el 27 de agosto de 2023 ante Panamá por un amistoso.

## Estadísticas
Actualizado al último partido disputado el 20 de agosto de 2023.
| Club                    | Div.          | Temporada     | Liga  | Liga  | Copas nacionales | Copas nacionales | Copas internacionales | Copas internacionales | Total | Total |
| Club                    | Div.          | Temporada     | Part. | Goles | Part.            | Goles            | Part.                 | Goles                 | Part. | Goles |
| ----------------------- | ------------- | ------------- | ----- | ----- | ---------------- | ---------------- | --------------------- | --------------------- | ----- | ----- |
| Universitario · Bolivia | 1.ª           | 2022          | 26    | 0     | 0                | 0                | —                     | —                     | 26    | 0     |
| Universitario · Bolivia | 1.ª           | 2023          | 15    | 1     | 2                | 0                | —                     | —                     | 17    | 1     |
| Universitario · Bolivia | Total club    | Total club    | 41    | 1     | 2                | 0                | 0                     | 0                     | 43    | 1     |
| Always Ready · Bolivia  | 1.ª           | 2023          | 7     | 2     | 5                | 1                | —                     | —                     | 12    | 3     |
| Always Ready · Bolivia  | Total club    | Total club    | 7     | 2     | 5                | 1                | 0                     | 0                     | 12    | 3     |
| Total carrera           | Total carrera | Total carrera | 48    | 3     | 7                | 1                | 0                     | 0                     | 55    | 4     |